# R Trianguli
R Trianguli è una stella gigante rossa variabile pulsante del tipo Mira Ceti (M) sita nella costellazione del triangolo. La stella è stata la prima della costellazione del Triangolo a ricevere una designazione variabile. 
La sua luminosità varia tra una magnitudine visiva +5,4 e 12,6 con un periodo di 266,9 giorni. 

### Annotazioni
1. ↑  I nomi delle stelle variabili iniziano con le lettere R-Z, quindi A-Q, seguite da RR-ZZ e AA-QQ, dopo di che iniziano a essere indicate dalla lettera V e da un numero d'ordine, a partire da V335.